# Anthocharis scolymus
Anthocharis scolymus is een vlindersoort uit de familie van de Pieridae (witjes), onderfamilie Pierinae.
De soort komt voor in Oost-Azië.
Anthocharis scolymus werd in 1866 beschreven door Butler.